# Rory Enrique Conde

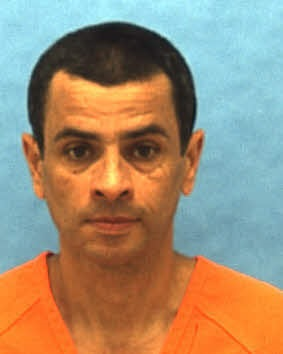
Rory Enrique Conde

Rory Enrique Conde (* 14. Juni 1965 in Barranquilla, Kolumbien) alias „The Tamiami Strangler“ ist ein zum Tode verurteilter Serienmörder, der in den Jahren 1994 und 1995 sechs Menschen in den USA ermordete.

## Leben
Conde wurde als zweites Kind seiner Eltern geboren. Als er sechs Monate alt war, starb seine Mutter an Tetanus, worauf er von seiner Großmutter adoptiert wurde. Im Alter von zwei Jahren verließ sein Vater die Familie und ließ ihn und seine Schwester alleine. Zehn Jahre später zog er mit seiner Schwester in die Vereinigten Staaten und ließ sich in Florida nieder, wo er 1987 eine erst 15-jährige heiratete und mit ihr zwei Kinder zeugte. Da er aber oft gewalttätig wurde und sich mit Prostituierten traf, verließ sie ihn und nahm die beiden Kinder mit.
Seine Mordserie begann am 15. September 1994, als er sich mit einer vermeintlichen Prostituierten zum Sex verabredete und dabei feststellte, es mit dem 27-jährigen Transvestiten Lazaro Comensana zu tun zu haben. Aus Wut darüber beschimpfte er Comensana und erwürgte ihn anschließend. Bis zum 10. Januar 1995 vergewaltigte und erwürgte er in Miami die fünf Prostituierten Elisa Martinez (44), Charity Nava (23), Wanda Crawford (38), Necole Schneider (28) und Rhonda Dunn (21).
Seinem siebenten Opfer, das er am 19. Januar 1995 kurz alleine in seiner Wohnung ließ, gelang es durch Lärm auf sich aufmerksam zu machen, worauf Conde noch am selben Tag verhaftet wurde. Am 7. März 2000 wurde er wegen Mordes an Rhonda Dunn, die man tot in seiner Wohnung gefunden hatte, zum Tode verurteilt. Durch DNA-Spuren und Geständnisse konnten ihm auch die bisher ungeklärten fünf weiteren Morde nachgewiesen werden, weshalb er am 3. April 2001 zusätzlich fünf lebenslange Freiheitsstrafen erhielt.
Noch heute wartet er im Gefängnis von Florida auf seine Hinrichtung.